# Cervone Parutîne, Oceac
Cervone Parutîne (în ucraineană Червоне Парутине) este un sat în comuna Ostrivka din raionul Oceac, regiunea Mîkolaiiv, Ucraina.

## Demografie
Componența lingvistică a localității Cervone Parutîne
     Ucraineană (87,91%)
     Rusă (9,89%)
     Alte limbi (1,1%)
Conform recensământului din 2001, majoritatea populației localității Cervone Parutîne era vorbitoare de ucraineană (87,91%), existând în minoritate și vorbitori de rusă (9,89%) și găgăuză (1,1%).